# Kelba quadeemae
Kelba quadeemae — вимерлий вид птолемаїдних ссавців, єдиний вид родини Kelbidae, відомий із нижнього міоцену Східної Африки. Назва роду Kelba походить від арабського الكلب (вимовляється kalb або kelb), що означає «собака», а видова назва quadeemae — від арабського quadeem, що означає «давній». Келба відомий лише за частковим черепом і зубами, але, за оцінками, він був (≈ 15 кг), схожий за розміром на койота, але більш кремезний. Зуби досить неспеціалізовані, що свідчить про широку та різноманітну дієту, а також демонструють знос, що свідчить про те, що його раціон включав абразивний матеріал.